# Centre technique national Fernand Sastre

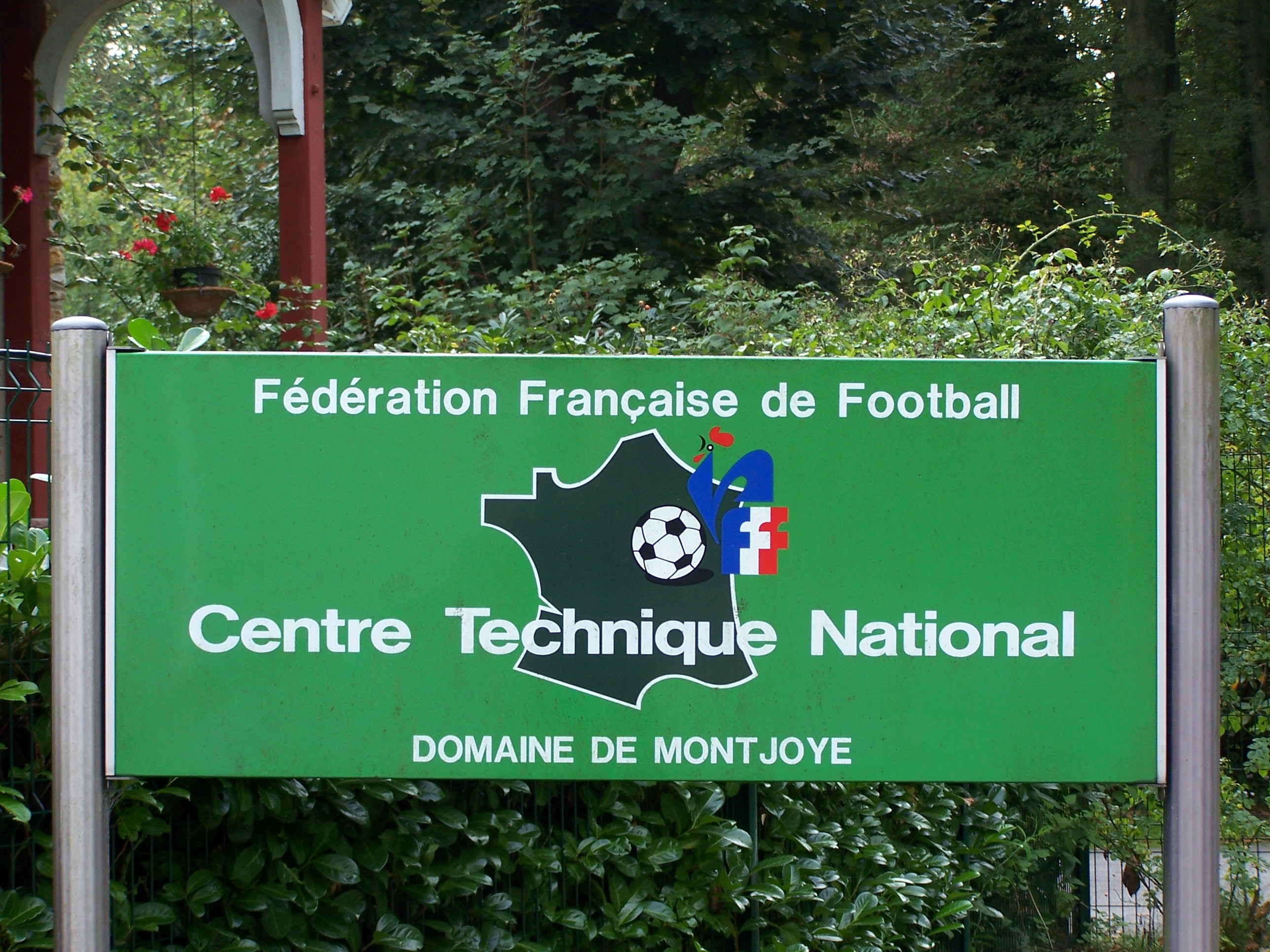
Entrata del centro tecnico

Il Institut National du Football (INF) Clairefontaine è un'accademia nazionale specializzata nell'accrescimento e nell'allenamento di giovani e promettenti calciatori francesi. Aperta nel 1988 e intitolata a Fernand Sastre, presidente della FFF dal 1972 al 1984, l'accademia si trova nel villaggio di Clairefontaine-en-Yvelines, a circa 50 km da Parigi.
Clairefontaine è una delle dodici accademie "d'élite" situate nel territorio francese, supervisionate dalla Federazione calcistica francese. A Clairefontaine-en-Yvelines si allenano i migliori giocatori dell'Île-de-France, mentre le altre undici accademie sono situate a Castelmaurou, Châteauroux, Liévin, Dijon, Marsiglia, Ploufragan, Reims, Réunion, Saint-Sébastien-sur-Loire, Talence e Vichy.
Esempi di giovani campioni usciti da Clairefontaine sono Nicolas Anelka, Louis Saha, William Gallas, Thierry Henry, Kylian Mbappé, Mike Maignan, Alphonse Areola e Raphaël Guerreiro.

## Storia
Nel 1976, la FFF diede vita al centro nazionale calcistico. Il progetto venne avviato da Stefan Kovács, che si ispirò ai centri di formazione ed allenamento romeni. Sei anni dopo, la FFF scelse Clairefontaine come zona di costruzione per il centro sportivo. La costruzione iniziò nel 1985 e terminò 3 anni dopo, aprendo i battenti nel gennaio del 1988.
Durante i mondiali del 1998, la struttura ospitò la nazionale francese e nello stesso anno la FFF intitolò il centro in onore di Fernand Sastre.
I migliori talenti della regione, come Kylian Mbappé, militano al Clairefontaine dai 13 ai 15 anni per allenarsi e migliorare le proprie doti tecnico-fisiche. Buona parte di essi vengono poi spesso ingaggiati da importanti club francesi ed europei, conseguendo carriere soddisfacenti.